# 理容所

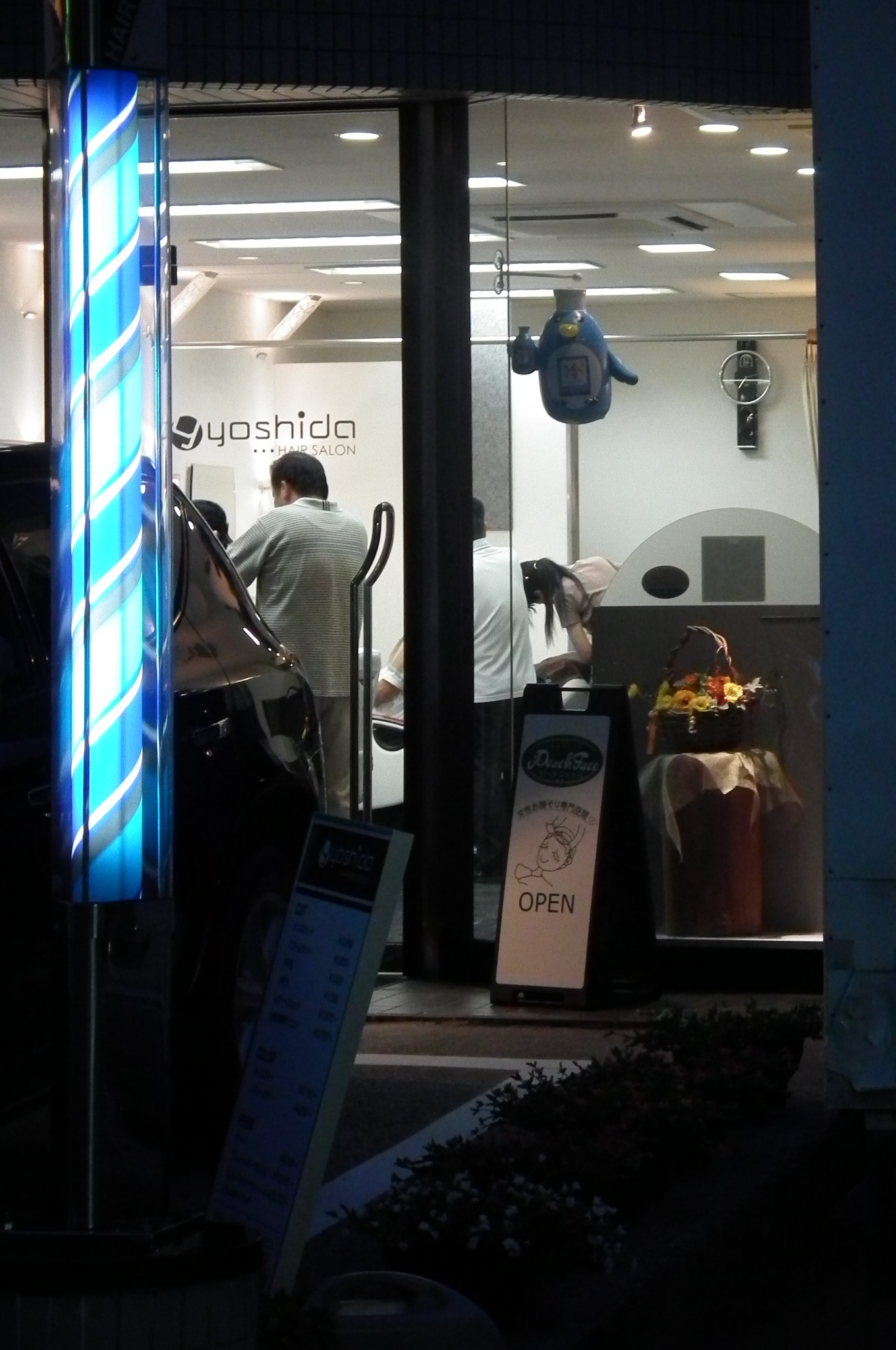
サインポールが青に変わっている現代風の理容室

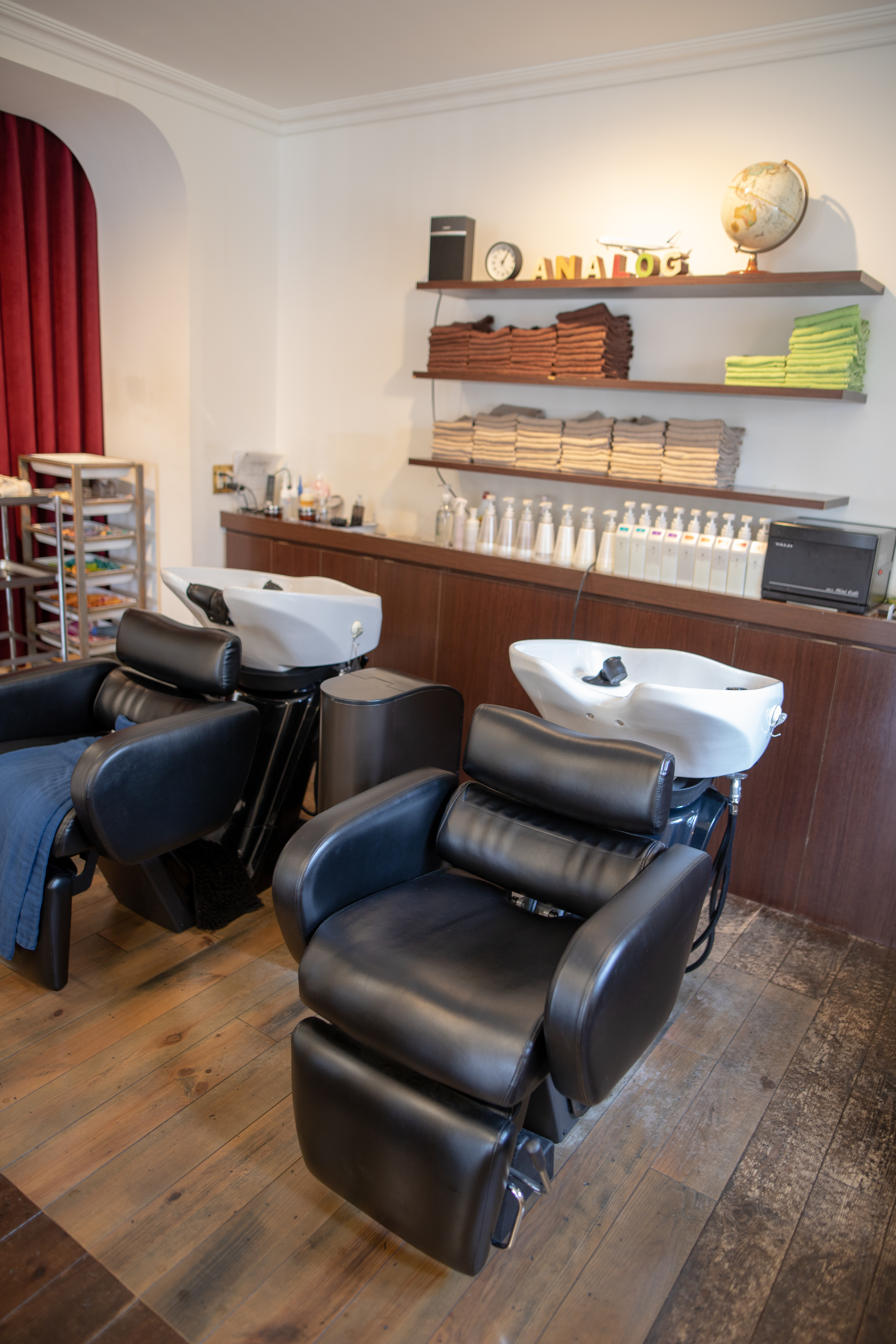
店内例

ヘアサロン

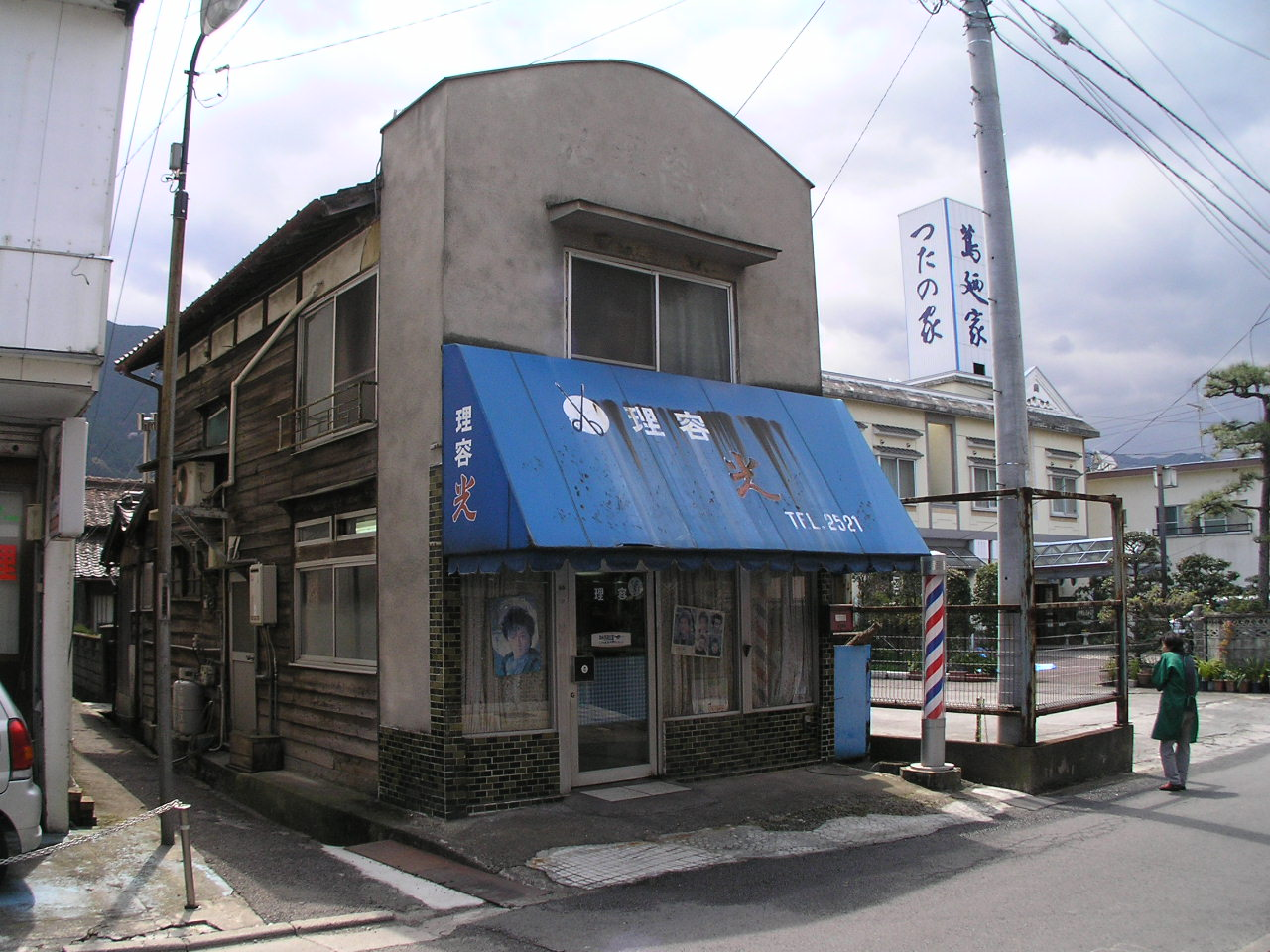
地方の理容室

理容所（りようしょ）と法規上呼ばれているものは、理容（散髪、刈込、顔剃りなど容姿を整える）の業を行うために設けられた施設、店舗であり、一般的には床屋（とこや）と言う。ほかにも理髪店（りはつてん）、散髪屋（さんぱつや）、理容院（りよういん）、理容室（りようしつ）とも。

## 概要
理容所と美容所の業務は似ているが、日本の法律では次の通りに区別されている。
- 理容：頭髪の刈込、顔そり等の方法により容姿を整えること（理容師法第1条の2第1項）
- 美容：パーマネントウエーブ、結髪、化粧等の方法により容姿を美しくすること（美容師法第2条第1項）

最近は男女とも理容店や美容室の区別を特に意識せずに利用したり、シェービングや美顔のために女性客が理容店を利用する場合も多く、両者の区別は明確でなくなりつつある。多くの理容店の店舗には、店の入口にサインポールと呼ばれる赤青白の3色で構成された円筒状の看板が螺旋状に回転している（詳しくは理美容師を参照）。
近年はサービスや内装で高級感を強調した店、ヘッドスパや顔そり、または剃髪のみに特化した店舗や10分間程度でカットのみのサービスを提供する店など多様な業態が登場している。
軒数
2016年の厚生労働省の衛生行政報告例によると、全国の理容所は122,539軒で、人口10万人あたり96.54軒。軒数が最も多いのは秋田県で人口10万人あたり240.20軒(偏差値83.3)。2位は山形県の217.52軒。3位以下は岩手県(193.69軒)、青森県(166.28軒)、徳島県(160.40軒)の順。一方、最も軒数が少ないのは神奈川県で人口10万人あたり54.19軒(偏差値32.3)。2位以下は、東京都(60.60軒)、兵庫県(72.86軒)、埼玉県(73.26軒)、大阪府(75.43軒)と続く。東北地方が密度が高く、その他の地域でも地方が高く三大都市圏では低くなっている。農業就業人口と正の相関があり、人口増減率と負の相関があるため、人口減少が著しく農業就業人口が多い地方で理容所数が多くなる傾向がある。
定休日
日本では、大半の個人経営の店は毎週月曜日を定休日としていた。これは第二次世界大戦中から戦後にあった全国的な電力不足における休電日が月曜日だった名残である。全国的には月曜が多かったが、地域により火曜（愛知県、北海道など）や水曜（三重県など）に設定されており、その地域では各々の休電日に合わせて定休日が設定された。休電日がなくなった後も、過当競争を避けるため定休日は各地域ごとの理容組合への加入の取り決めとして定められ（適正化規定）、休電日をもとにした定休日が地域ごとに継承された。現在では特に定休日の規制は存在しないが、土日に集客が多いこともあり、以前からの定休日を踏襲している店舗が多い。

## 歴史

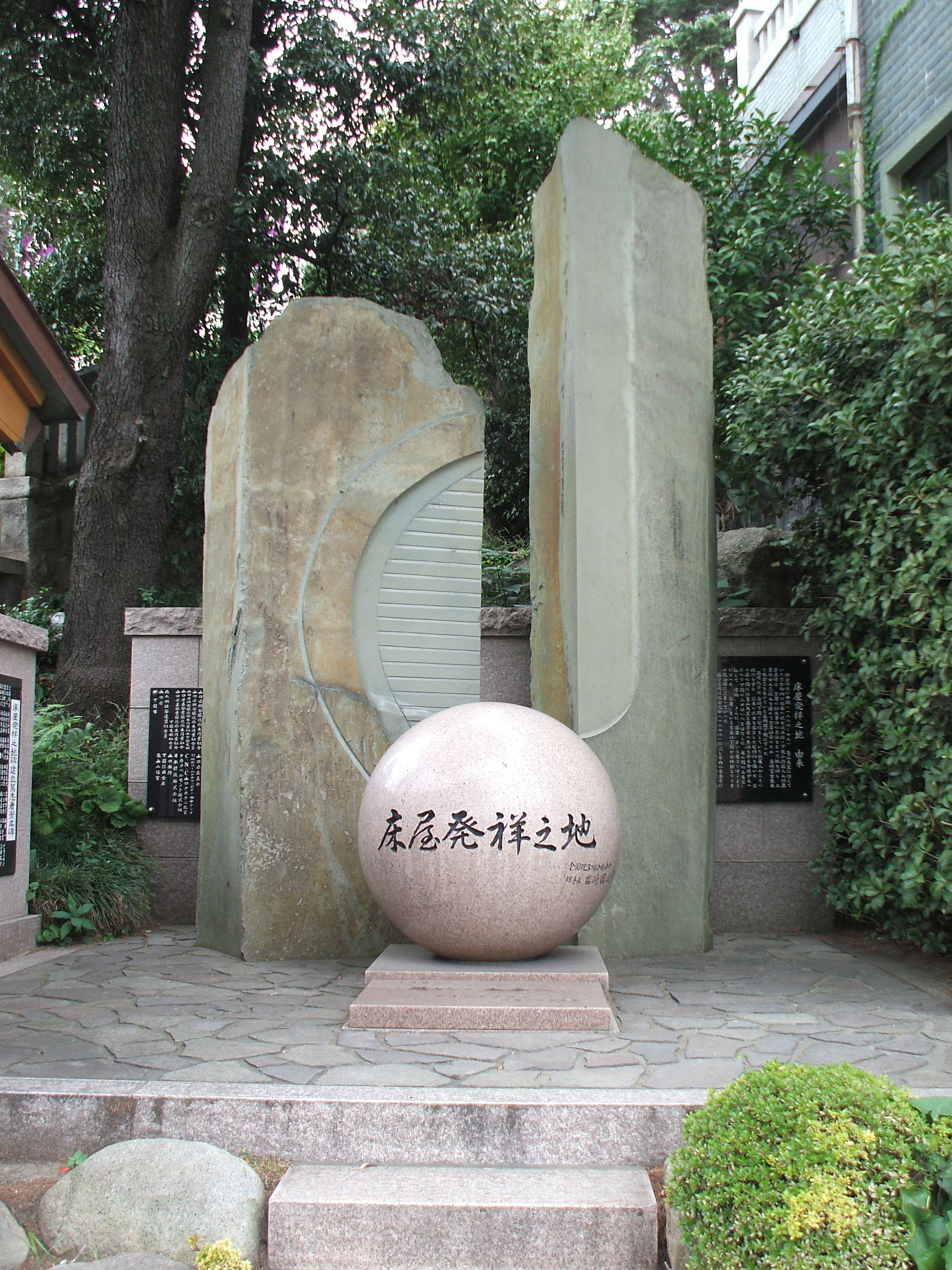
下関市の亀山八幡宮そばにある「床屋発祥之地」の碑

山口県下関市の亀山八幡宮には1995年（平成7年）に建てられた床屋発祥の地記念碑があり、鎌倉時代後期の亀山天皇に仕えていた武士が宝刀紛失の責任をとり息子とともに京都から下関に移り住み、髪結いの技術を習得して亀山八幡宮のある中之町に店を開いたが、そこには床の間に立派な祭壇があったことから「床屋」の屋号で知られるようになった、との説がある。これについて『髪結職文由緒書』によれば、采女之亮政之（うめのすけまさゆき）が朝鮮半島の新羅人から技術を習得し髪結所を開業したのが始まりとする。采女之亮はその後鎌倉に移り、鎌倉幕府からも重用されるほどになったと謂われている。
一方、「床屋」という言葉が使われるようになったのは江戸時代からで、髪結いが床店（商売をするだけで人の住まない店舗）で仕事をしていた髪結い床（かみゆいどこ）を起源とする説もある。
江戸時代の床屋について詳しくは「髪結い」の項を参照のこと。

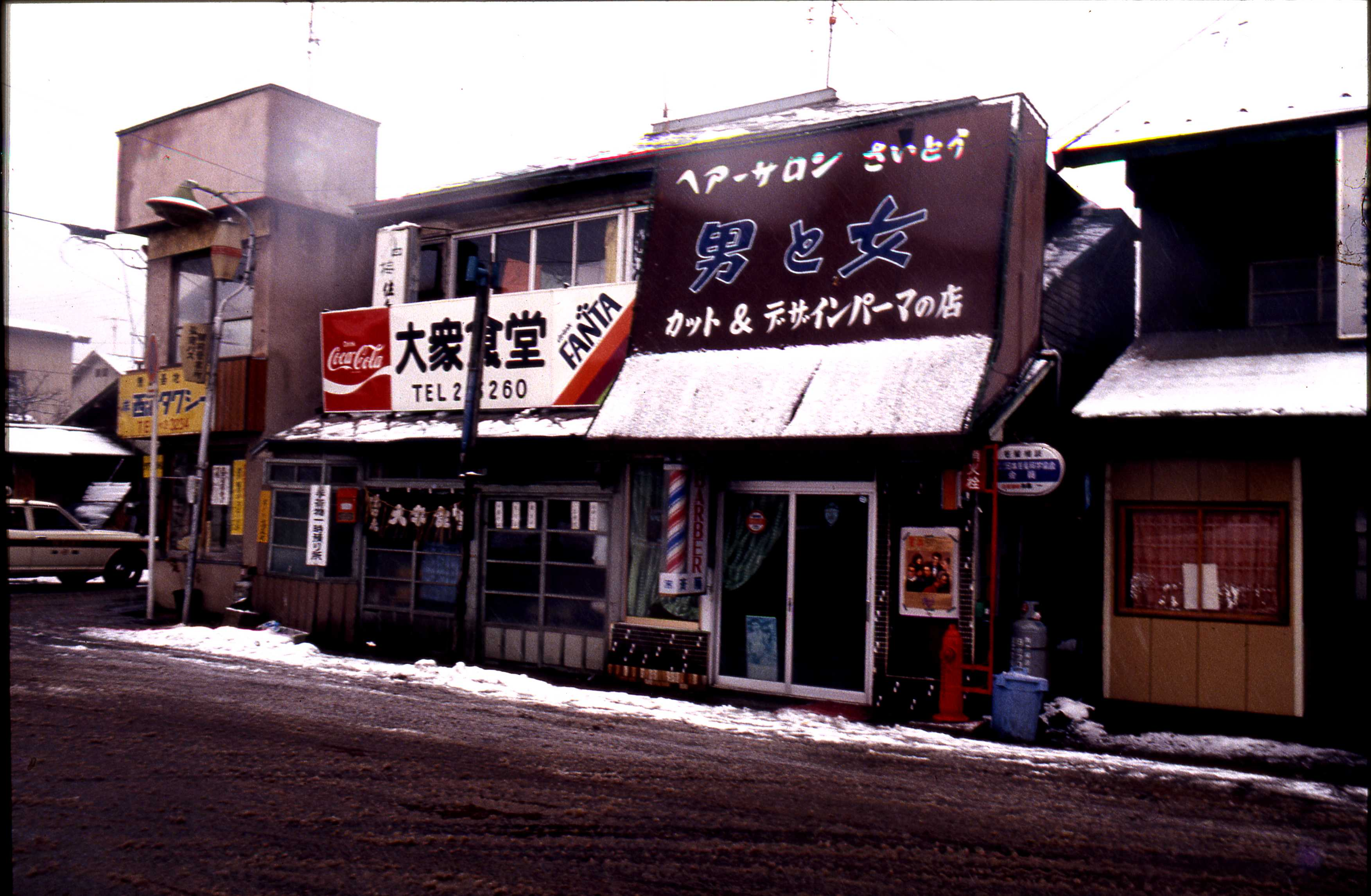
昭和時代の床屋（1980年代）

- “床”という言葉が性的な意味合いも持つためか、「以前は性風俗店も行っていたから」という俗説があるが誤りである[要出典]。
  - ただし、アジアの一部では女性従業員によるマッサージ店や性的なサービスを提供する男性客対象の風俗店の役割を持っている場合がある（頽廃理髮所）。しかし、あくまでも理美容店の中にはそういった業種を兼務している場合があるというだけで、床屋という言葉の意味や由来とは関係ない[要出典]。
  - また、以上の俗説から放送禁止用語とされてしまう場合がある[要出典]。このことには過激な自主規制や言葉狩りではないかという意見もあり、有川浩の小説『図書館危機』（2007年）の中でもテーマの1つとして取り上げられている。

散髪屋（さんぱつや）いわゆる理髪店（りはつてん）は、日本においては明治維新による文明開化の折に横浜に開業したものが第1号とされる。

## 理容をテーマとした作品
- 童謡「あわて床屋」作詞：北原白秋 作曲：山田耕筰
  - 「春は早うから川辺の葦に、…子蟹ぶつぶつシャボンを溶かし、親父自慢ではさみを鳴らす…」 - シェービングの様子を唄っている。
- セビリアの理髪師 戯曲：カロン・ド・ボーマルシェ 作曲：ジョアキーノ・ロッシーニ
- 無精床 - 床屋を題材にした落語。
- 浮世床 - 床屋を舞台にした落語。

## 理容所と法規
理容師法（昭和22年法律第234号）に定めがある。理容所の開設には都道府県知事への届出が必要となる。